# Apostichopus japonicus
Apostichopus japonicus е вид морска краставица от семейство Stichopodidae. Видът е застрашен от изчезване.

## Разпространение
Разпространен е в Китай, Русия, Северна Корея, Южна Корея и Япония.

## Описание
Популацията на вида е намаляваща.